# سلالة راي
سلالة راي أو سلالة راءِ (489 - 632م) كانت سلالة بوذية حكمت منطقة السند. كل ما هو معروف عن السلالة يأتي من جج نامه، وهو تصنيف فارسي من القرن الثالث عشر عن تاريخ السند. لا يُعرف أي شيء خاص عن الملوك الثلاثة الأوائل - راي ديواجي، وراي سيهرس الأول، وراي ساهسي الأول. يُقال إن الملك الرابع، راي سيهرس الثاني، حكم منطقة مزدهرة شاسعة، بما في ذلك ميناء الديبل البحري، مقسمة إلى أربع مقاطعات؛ قُتل في صراع مع الملك الساساني نيمروز وخسر الأراضي حول مكران. خلف راي سيهرس الثاني راي ساهسي الثاني الذي اغتصب سكرتيره، جج، وهو براهمي، العرش بعد وفاته بالتواطؤ مع سوهن ديوي، أرملة الملك، وأسس سلالة البراهمة. وقد تولى أقارب ساهسي الثاني - راي مهرِت، حاكم جِتور، وراي بچهرا، حاكم محافظة ملتان - مهمة مكافحة جج، بشكل فردي، ولكن دون جدوى.